# Economia Columbiei
Economia Columbiei este o economie de piață. Tranziția de la economie dirijată, la economie liberă este în desfășurare.

## Industrie
Columbia beneficiază de bogate zăcăminte minerale, și resurse energetice. Are cele mai mari rezeve de cărbune din America de Sud, și e a doua după Brazilia in potențialul hidroenegetic. 

## Agricultura
Gama produselor agricole columbiene este una dintre cele mai variate din regiune.  Suprafața de teren arabil este estimată la 4.545.000 hectare. Principalele culturi agricole ale Columbiei sunt cafea, flori decorative, banane, orez, tutun, porumb, trestie de zahăr, cacao, legume, produse marine, culturi oleaginoase. 

## Servicii

### Turism
Turismul în Columbia atinge cotele maxime în timpul festivalurilor Cali Fair, Carnavalul Barranquilla, Festivalul de Teatru Iberoamerican din Botoga, Festivalul Florilor. În timpul sărbătorilor de Crăciun și a zilei Naționale a Columbiei, de asemeni se înregistrează un număr crescut al turiștilor.
Turismul columbian suferă în principal din cauza atacurilor teroriste lansate de gruparile FARC. Recent s-au intensificat atacurile asupra turiștilor, o posibilă cauză ar fi încercările președintelui Álvaro Uribe de a limita accesul lor la posibile zone de interes turistic, cât și ai scoate din marile orașe. De la instalarea în funcție, în 2002, Álvaro Uribe a mărit considerabil stabilitatea și securitatea, în țară.  Acesta a contribuit fructuos la economia Columbiei, mărind veniturile în sfera seviciilor turistice internaționale. În 2006 erau așteptați 1,5 miloane de turiști internaționali, o mărire considerabilă cu 50% față de anul 2005. În Columbia, în ultimii ani, turismul e în dezvoltare, indicii economici ai acestei ramuri fiind in creștere, plasează țara în topul destinațiilor.  Organizația Mondială de Turism a înregistrat o creștere de peste 9 % în intervalul 2000 – 2004, fiind devansate în plan regional doar de Peru și Suriname.

### Transporturi
Acvatic
- Fluvial

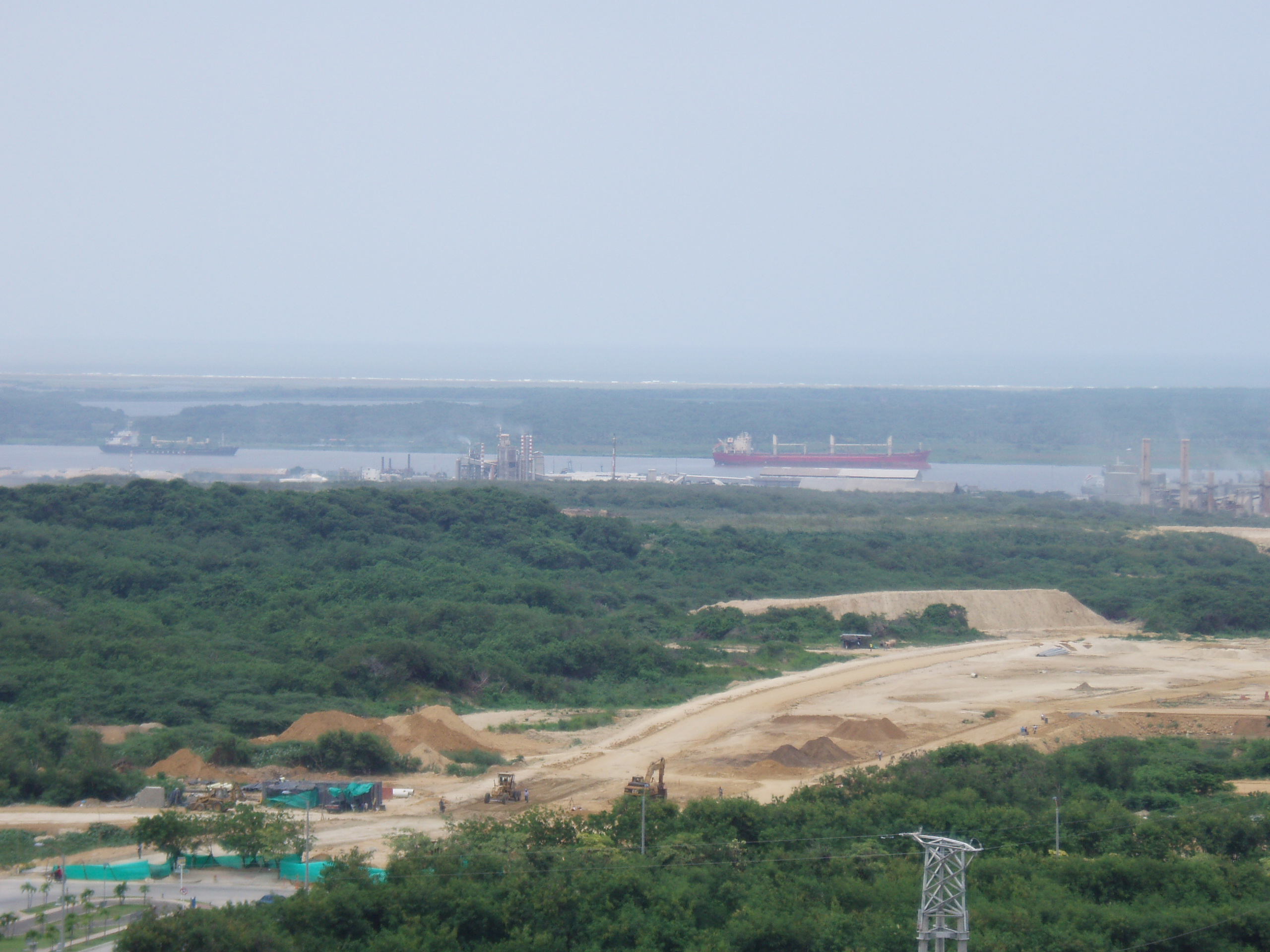
Port fluvial, Columbia

Columbia beneficiază de 18.140 km de fluviu navigabil. 
Râurile Magdalena și Cauca au fost principalele artere de comunicație în interiorul teritoriului pe timpul dominației spaniole. Actulamene au o importanță secundară, datorită apariției altor căi de comunicație, și schimbarilor economice.  
Portul Leticia este acum cel mai important port fluvial al Columbiei, fiind situat pe Amazon, acesta asigură legătura cu Peru și Brazilia.
- Maritim
La oceanul Atlantic
- Barranquilla
- Cartagena
- Turbo
- Santa Marta

La oceanul Pacific
- Buenaventura, Columbia
- Tumaco

Terestru
- Căi ferate
Total 3,380 km

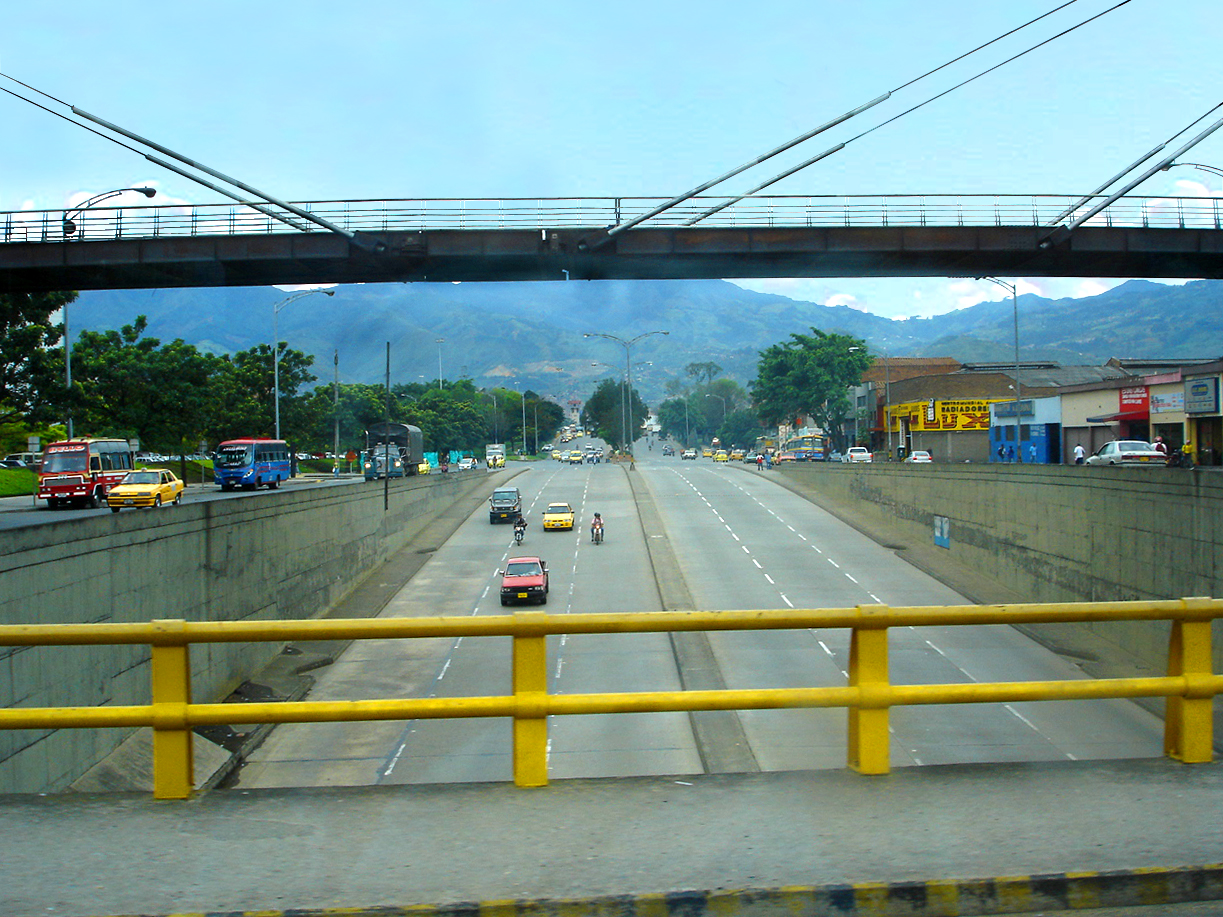
Autostrada San Juan, Medellin, Columbia

- Ecartament standard (1.435 mm) - 150 km
- Ecartament îngust (0,914 m) - 3,230 km (1,830 km în uz) (1995)

Prin intermediul căilor ferate, Columbia e conectată doar cu Venezuela, dar artera e inoperabilă.
- Drumuri 
Total: 115.564 km
asfaltate: 13.868 km
nepavate: 101.696 km (1997 est.)
În regiunea Anzilor, coasta de nord și zonele submontane, unde se întregistrează cea mai mare densitate a populației, transportul rutier e cel mai dezvoltat. Exista un sistem de transport auto, oferit de câteva companii, care operează între cele mai importante orașe. Acest serviciu nu este nici prea comod, nici confortabil. 
Aerian

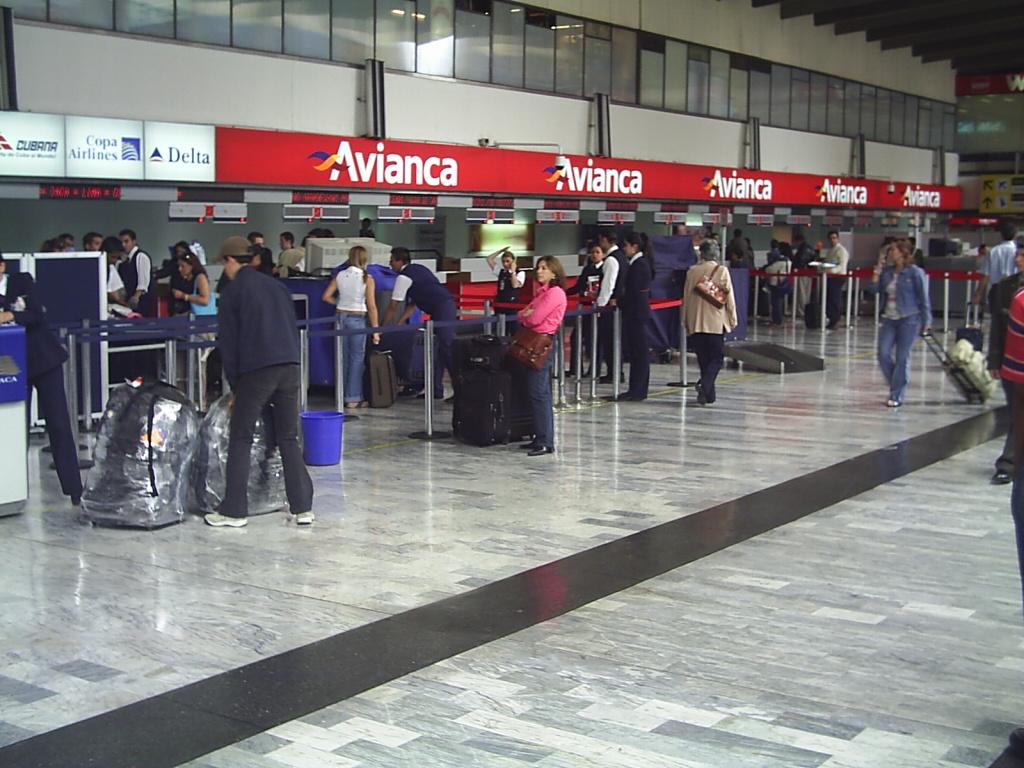
Aeroporul El Dorado

Toate aeroportulile civile, în Columbia, sunt gestionate de  Aeronautica Civil de Colombia. Transporturile naționale columbiene sunt controlate de aceeași agenție.  Agenția de control vamal și imigrațiune este gestionată de Departamento Administrativo de Seguridad (Departamentul Administrativ de Securitate).
```
Piste pavate

Total: 90
peste  2438  m: 11
între 1524 -  2437 m: 37
sub 1523 m: 42
```

Aeroporturi internaționale 
- Aeroportul Internațional  El Dorado, Bogota
- Aeroportul Internațional Alfonso Bonilla Aragon,  Palmira  (pentru Cail)
- Aeroportul Internațional  José María Córdova,  Rionegro  (pentru  Medellin)
- Aeroportul Internațional Ernesto Cortissoz, Soledad  (pentru  Barranquilla)
- Aeroportul Internațional Rafael Nunez,  Cartagena
- Aeroportul Internațional Matecana,  Pereira
- Aeroportul Internațional Camilo Daza,  Cucuta
- Aeroportul Internațional Gustavo Rojas Pinilla,  San Andres

```
Piste nepavate

Total: 1011
2438 m - 3047 m: 1
1524 m - 2437 m: 62
914 m - 1523 m: 330
sub 914 m: 618
```

Transport urban,  sub-urban, special

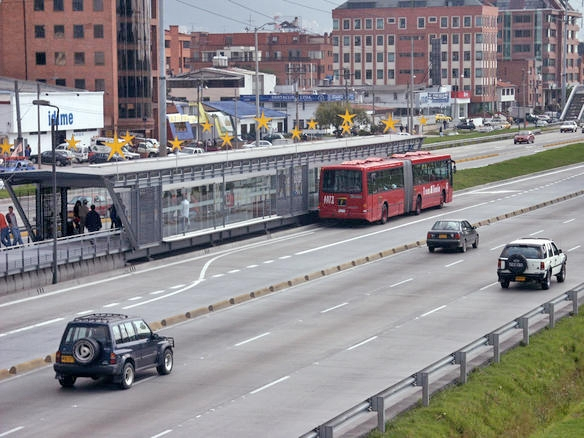
Transmilenio

Transporul urban în Columbia este gestionat de mai multe companii private, în marile orașe. Rutele sunt desemnate de autorități, diferitor companii, care deservesc respectiv aceste rute, cu variate tipuri de vehicole destinate transportului public.
În anii 1980, în Medellin a fost construit un sitem de metro ușor, fiind unicul oraș din Columbia care beneficia de asemeanea sistem de transport public. În 2004 a fost inaugurat, în Medellin, Metrocable, un sistem de teleferic, pentru a acoperi necesitățile de transport ale cartierelor montane. Conexiunea dintre Metroul din Medellin și Metrocable a generat poluri de atracție turistică ceea ce a dus la dezvoltarea zonelor adiacente.
În 2000, în Bogota, a fost dezvoltat un sistem special de transport, numit TransMilenio, care funcționează pe rute exclusieve, în regim de metro, operând cu atobuze articulate. Introducrearea sistemului TransMilenio, a dus la imbunătățirea unor aspecte legate de infrastructură, calitateatea vieții și optimizarea unor rute de transport urban colectiv.
Acest sistem acum este implenetat în alte orașe columbiene, cum ar fi Pereira, Cali, Barranquilla, Cucuta, Bucaramanga, Medellin. În alte orașe ale Americii Latine de asemeni ia amploare impementarea sistemelor asemănătoare de trasnport, aici pot fi menționate Santiago de Chile, Lima, Managua, Ciudad de Panama, Caracas și altele.
- Conducte 
- Țiței: 3585 km;
- Derivate: 1350 km;
- Gaz Natural: 830 km;
- Gaz Natural Lichifiat: 125 km.

### Telecomunicații
Telefon, Fax, Telex, Rețele Informaționale.
Columbia beneficiază de tehnologie de telecomunicație, modernă. Pe lângă compania națională TELECOM, de asemeni funcționează descentralizat alte companii împuternicite să ofere servicii de telecomunicații. 
Investiții private și străine sunt permise în acest sector. Piața locală a telecomunicațiilor e deja liberalizată, și în câteva orașe, companii private, preponderent străine, oferă servicii pe lânga compania națională. De asemeni apelurile la mare disntanță sunt gestinoate de 2 companii private, alături de compania națională, fapt care a redus prețurile la acest serviciu.
Operatorii de telefonie mobilă funcționează în toată țara, deschizând piața telefoanelor mobile pentru câteva companii străine.  
Atât apelurile naționale, cât și cele internaționale pot fi efectuate direct, sau prin operator. Numărul apelat, durata convorbirii vor fi arătate in bonul de plată.
Oamenii de afaceri, pot conecta telefonul lor la rețelele informaționale, sau la Radio, TV digital. Sunt câțiva furnizori de servicii internet. De obicei tranzacțiile financiare sunt efectuate prin S.W.I.F.T.
Telex și Telefax este utilizat în Columbia, dar e preferat fax-ul datorită costurilor reduse.
Servicii Poștale.
Toate serviciile poștale internaționale majore așa precum SKY COURIER, UPS, AMERICAN WINGS, OCS,DHL, opereză în țară. De asemeni serviciile columbiene acordă adenție deosebită livrărilor internaționale. 
Sistemul poștal columbian este compatibil cu standardul european. Câteodată se întamplă să se piardă scrisori, mai rar sunt semnalate pierderi de colete. Pe mare poșta ajunge în aproximativ o lună în Europa, iar cu avionul aproximativ o săptămână. 
Scrisorile trebuie sa conțină doar hârtie, în caz contrar va fi verificată. Coletele sunt verificate la oficiul poștal de vameși.